# Aleksandr Bułajew
Aleksandr Dmitrijewicz Bułajew (ros. Александр Дмитриевич Булаев, ur. 27 sierpnia?/9 września 1910 w miejscowości Czany, zm. 17 maja 1943) – radziecki lotnik wojskowy, major, uhonorowany pośmiertnie tytułem Bohatera Związku Radzieckiego (1943).

## Życiorys
Urodził się w rodzinie robotnika kolejowego. Skończył szkołę średnią, pracował w Omsku, gdzie studiował w Instytucie Inżynierów Transportu Kolejowego i uczył się w aeroklubie, później przeniósł się do Leningradzkiego Instytutu Chemiczno-Technologicznego, od 1932 należał do WKP(b). W 1934 ochotniczo wstąpił do Armii Czerwonej, w 1936 ukończył wojskową lotniczą szkołę pilotów w Charkowie i został lotnikiem-instruktorem w szkole lotniczej, od 1938 służył w Siłach Powietrznych Leningradzkiego Okręgu Wojskowego. Brał udział w wojnie z Finlandią, walcząc w składzie 7 pułku lotnictwa myśliwskiego, wykonując 120 lotów bojowych, w tym 40 szturmowych i w 20 walkach powietrznych strącając osobiście dwa fińskie samoloty i trzy w grupie. Od czerwca 1941 uczestniczył w wojnie z Niemcami, dowodził eskadrą w 158 pułku lotnictwa myśliwskiego i biorąc udział w obronie Leningradu. 27 czerwca 1941 odniósł swoje pierwsze zwycięstwo w wojnie z Niemcami. W walce 17 sierpnia 1941 wraz z dwoma innymi myśliwcami zestrzelił dwa Messerschmitty, sam został trafiony i spadł, jednak zdołał wyskoczyć na spadochronie. Od września 1941 walczył w składzie 17 pułku lotnictwa myśliwskiego Sił Powietrznych Frontu Północno-Zachodniego, na początku 1942 został dowódcą eskadry w 159 pułku lotnictwa myśliwskiego 275 Dywizji Lotnictwa Myśliwskiego. Do lutego 1942 wykonał 65 lotów bojowych, strącił osobiście 5 samolotów wroga i 5 w grupie; dowodzona przez niego eskadra strąciła 21 samolotów. 16 maja 1942 dowodził grupą czterech radzieckich myśliwców atakujących 10 niemieckich bombowców Ju-88; lotnicy ZSRR strącili wówczas cztery Junkersy i stoczyli walkę z ośmioma myśliwcami Me-109. Bułajew strącił wówczas osobiście bombowiec i myśliwiec. Walczył też na Froncie Leningradzkim w składzie 13 Armii Powietrznej. Łącznie podczas wojny z Niemcami wykonał 260 lotów bojowych i stoczył 66 walk powietrznych, strącając osobiście 17 i w grupie 5 samolotów wroga. Pilotował myśliwce I-16, Jak-1 i Ła-5. W 1943 został nawigatorem 159 pułku lotnictwa myśliwskiego. Zginął w wypadku lotniczym na lotnisku tyłowym. Został pochowany we wsi Plechanowo w rejonie wołchowskim, po wojnie jego grób przeniesiono do miasta Wołchow w obwodzie leningradzkim.

## Odznaczenia
- Złota Gwiazda Bohatera Związku Radzieckiego (pośmiertnie, 2 września 1943)
- Order Lenina (dwukrotnie, 3 maja 1942 i pośmiertnie 2 września 1943)
- Order Czerwonego Sztandaru (15 stycznia 1940)
- Order Wojny Ojczyźnianej I klasy (2 maja 1943)
- Medal za Odwagę (1939)